# Come On (How I Met Your Mother)
"Come On" es el episodio número 22 y último de la primera temporada de How I Met Your Mother. Se transmitió el 15 de mayo de 2006.

## Trama
Ted, al haberse rendido a su cita anterior, ha decidido perseguir a Robin nuevamente. Barney (actuando en nombre del Universo) golpea a Ted, diciéndole que es una mala idea. Ted les dice que él sólo lo intentará una vez más, y si no funciona, él aceptará que no está destinado a ser. Luego, sorprende a Robin en su apartamento con dulces, flores, y una banda de músicos con instrumentos azules (en referencia a la corneta azul en su primera cita).   Robin, sorprendida, no puede darle a Ted una respuesta definitiva, especialmente después de saber que su compañía para ir a un campamento y Sandy Rivers estaba tratando de salir con ella ya que él se irá a CNN. Ted finalmente acusa a Robin de ignorar sus sentimientos verdaderos y discute que "toque el piso", pero falla en ganarla. Ted se va frustrado, pero rompe su promesa de intentar recuperar a Robin al hacer una danza de la lluvia. Después de que convence a una chica que Barney salió unas veces (ya que ella tiene un doctorado en estudios de Nativos Americanos), Ted intenta hacer la danza de la lluvia, que parece tener éxito, y va a la casa de Robin. Ted le grita desde la calle, diciéndole que baje (haciéndole demandas para que "toque el piso"),y los dos finalmente son pareja. 
Mientras Ted finalmente tiene éxito, Marshall tiene lo opuesto. Después de descubrir la aceptación de Lily en una beca de arte en San Francisco, comienza a preocuparse que su relación está en peligro. Marshall y Lily discuten y Lily revela que, a pesar de haberle prometido que no iría, ella realmente quiere ir, a pesar de que la boda está a unas semanas. Debido a la duración de sus peleas, Marshall y Lily tienen una "función de pausa", permitiéndoles dejar la discusión para hacer algo más. Mientras la discusión llega, Lily intenta pausarla pero Marshall se niega, lo que los lleva a tener sexo.
Mientras Ted se dirige en un taxi al apartamento de Robin, el futuro Ted le cuenta a sus hijos que aunque Nueva York lucía igual, en una noche todo había cambiado. Los espíritus altos de Ted caen cuando encuentra a Marshall sentado en los escalones del apartamento en la calle en la lluvia, sin Lily y terminando su relación. Ted lo consuelo, sabiendo que Marshall perdió la única chica que ha amado.

## Música
- Bloc Party - "This Modern Love"
- Johann Sebastian Bach - "Air on the G String"

## Continuidad
En el episodio "Shelter Island", Robin menciona la ocasión cuando Ted intenta hacer que llueva (Ted discute que él de hecho sí hizo que lloviera).